# ساحة كاستيلو

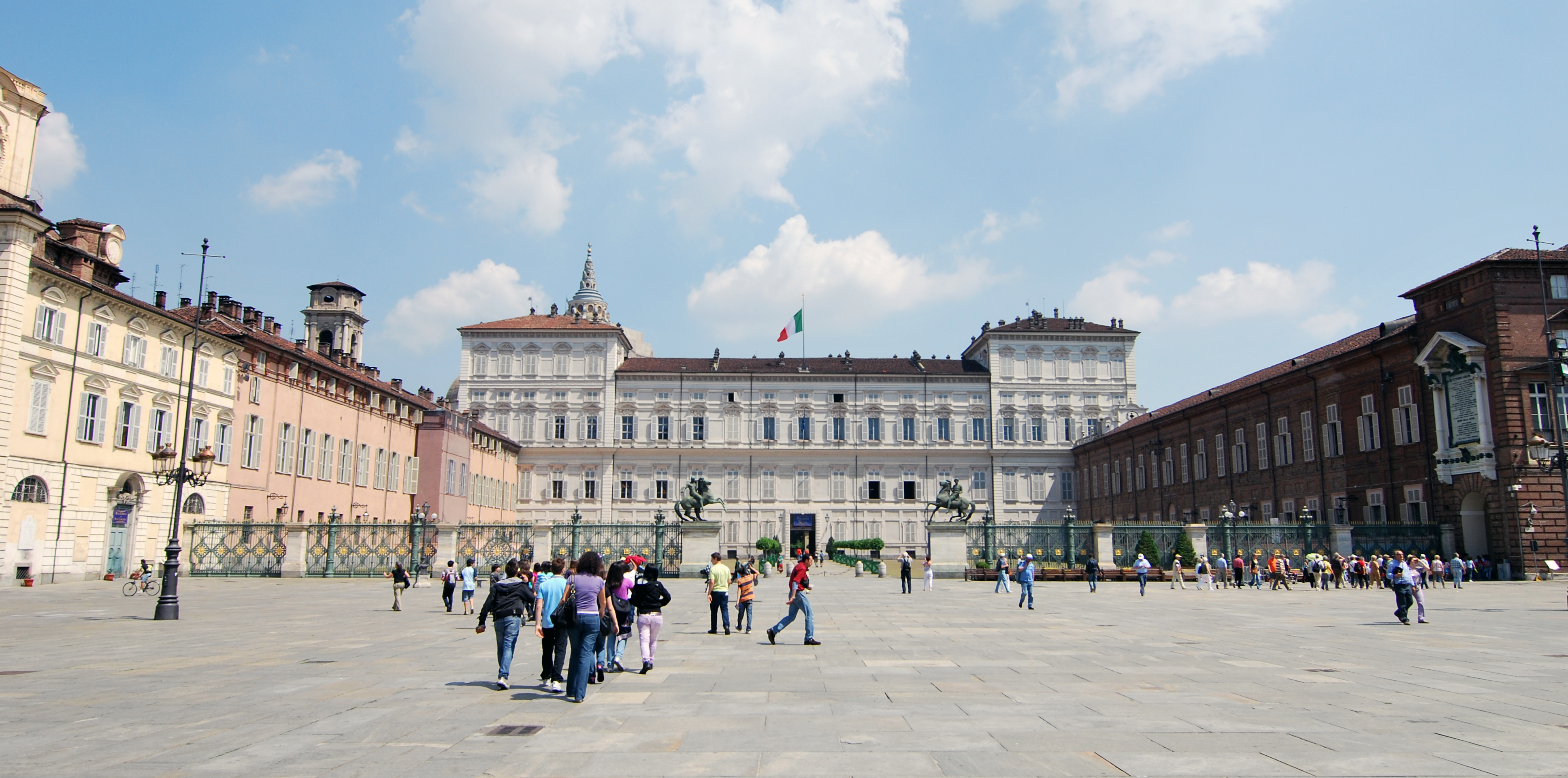
ساحة كاستيلو.

ساحة كاستيلو هي ساحة مدنية في تورينو بإيطاليا. تصطف على جانبيها المتاحف والمسارح والمقاهي. الساحة هي المركز التاريخي والسياسي لتورينو خلال فترة إقامة محكمة سافوي في المدينة، وكانت أهم مكان في مملكتهم. يوجد بها قصر الحكومة السابق ومحفوظات الدولة والمكتبة الملكية، والكنيسة الملكية في سان لورينزو وقصر شيابلس.